# Силікотермія
Силікотермі́я, або силікотермі́чний проце́с — отримання металів і сплавів відновленням оксидів металів (руд, концентратів) кремнієм. Силікотермія заснована на тому, що спорідненість кремнію до кисню (зміна ізобарного потенціалу утворення оксиду) вища, ніж у відновлюваного металу. Силікотермічні процеси здійснюють в дугових печах, оскільки теплоти, що виділяється при відновленні, не вистачає для розплавлення і необхідного перегріву продуктів плавки (бракуюча теплота підводиться за допомогою електронагріву).
Кремній застосовується в цих процесах переважно у вигляді висококрем'янистих сплавів (феросиліцій, силікомарганець, силікохром), які містять тим менше вуглецю, чим вище вміст в них кремнію. Силікотермія використовується для отримання феросплавів і лігатур з низьким змістом вуглецю, вживаних для виплавки високоякісних сталей. З багатьма металами кремній утворює міцні хімічні сполуки — силіциди, внаслідок чого відновна реакція зміщується убік повнішого протікання процесу. Це дозволяє відновлювати силікотермічним способом важковідновлювальні оксиди кальцію, магнію, цирконію, рідкісноземельних елементів; отримані при цьому сплави завжди мають високий вміст кремнію.